# Charles Joseph Auriol

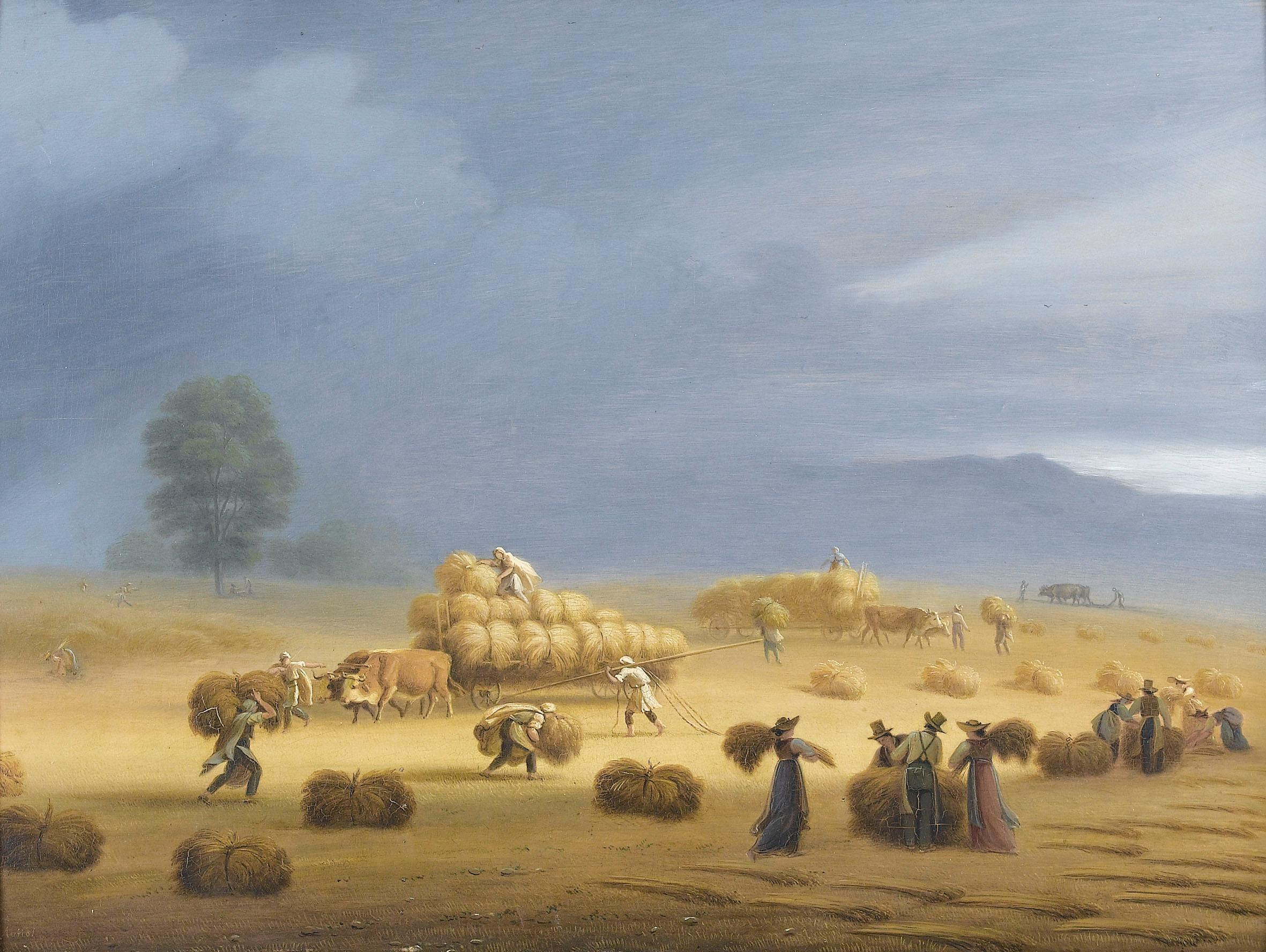
Bauern mit Wagen
bei der Ernte auf dem Feld

Charles Joseph Auriol (* 13. November 1778 in Genf; † 25. Mai 1834 in Choully (Gemeinde Satigny)) war ein Schweizer Landschaftsmaler.
Charles Joseph Auriol war ein Sohn des Pierre-Elisée d’Auriol, Oberst im Dienste des Königs von Sardinien, und der Anne-Elisabeth geb. Turrettini. Er war Schüler von Pierre-Louis de La Rive (1753–1817) in Bern sowie von François-André Vincent und Anne Louis Girodet-Trioson in Paris.
Nach einem Aufenthalt in Rom liess er sich um 1810 in Genf nieder. Er heiratete 1811 Anne-Jeanne Marguerite Dunant und wurde Vater von Philippe Élisé Auriol (8. April 1814–1866) und Louis Philippe Gustave Auriol (31. August 1816–1882). Ab 1798 stellte Auriol regelmässig in Genf, 1812 in Paris, von 1817 bis 1830 in Zürich und Bern aus.
1816 wurde er Mitglied der Kunstgesellschaft und Vorstandsmitglied der Gesellschaft der Kunstfreunde. Seine Werke zeigen Einflüsse von Klassizismus und Romantik. Im Hintergrund seiner Landschaftsbilder erschienen oft Nebelschwaden. Sein Freund, der Maler Wolfgang-Adam Töpffer, gab ihm den Spitznamen Nebelmaler.